# Mont Takamagahara
Le mont Takamagahara (高天原山, Takamagahara-yama) est une montagne de la préfecture de Gunma au Japon, près du village d'Ueno. Il culmine à 1 979 m d'altitude.

## Crash aérien de 1985
Le 12 août 1985, le Boeing 747SR-46 opérant le vol 123 de Japan Airlines s'écrase dans les environs du mont Osutaka, dans la préfecture de Gunma. Le crash, d'abord signalé sur le mont Osutaka, est, plus tard, localisé sur la crête du mont Takamagahara à une altitude d'environ 1 565 m. Cette zone est ensuite rebaptisée Osutaka no One (« crête du mont Osutaka ») par le maire du village d'Ueno, Takeo Kurosawa. Un sanctuaire est présent au sommet de la crête pour commémorer les vies perdues dans le crash du Boeing 747. La route de montagne vers le sanctuaire a été construite dans le cadre d'un programme d'indemnisation de Japan Airlines.